# L'Île aux sorciers
Pour plus de détails, voir Fiche technique et Distribution.
L'Île aux sorciers (De fortabte sjæles ø) est un film fantastique danois réalisé en 2007 par Nikolaj Arcel.

## Synopsis
Lulu, une jeune Danoise de 14 ans attirée par le surnaturel, déménage avec sa famille dans une petite ville de province. Une nuit, son petit frère Sylvester est frappé par une lumière blanche et se retrouve dès lors possédé par l'esprit de Herman Hartmann, un homme mort au XIXe siècle alors qu'il combattait les forces du mal au sein d'une loge. Avec l'aide de son jeune voisin Oliver et de Richard, un physiothérapeute qui étudie les phénomènes paranormaux, Lulu va devoir combattre un puissant nécromancien qui cherche à rassembler les pages du manuscrit magique autrefois utilisé par la loge pour combattre le mal.

## Fiche technique
- Titre français : L'Île aux sorciers
- Titre original : De fortabte sjæles ø
- Réalisation : Nikolaj Arcel
- Scénario : Nikolaj Arcel et Rasmus Heisterberg
- Production : Santa Christensen et Meta Louise Foldager
- Musique : Jane Antonia Cornish
- Image : Rasmus Videbæk
- Montage : Mikkel E.G. Nielsen
- Date de sortie : 9 février 2007 au  Danemark

## Distribution
- Sara Langebæk Gaarmann : Lulu
- Lucas Munk Billing : Sylvester
- Lasse Borg : Oliver, le jeune voisin
- Nicolaj Kopernikus : Richard
- Lars Mikkelsen : Le nécromancien
- Anette Støvelbæk : Béatrice, la mère
- Anders W. Berthelsen : Herman
- Beate Bille : Linea
- Frank Thiel : Le père d'Oliver

## Autour du film
Le film contient 630 plans à effets spéciaux pour un total de 35 minutes, ce qui en fait le plus grand film à effets spéciaux du cinéma scandinave, dépassant même le nombre d'effets spéciaux du célèbre Jurassic Park (1993).
À la fin du film, les héros se trouvent à bord d'un petit avion dont la référence est OY-1138. OY (Oscar Yankee) est le code utilisé pour identifier les aéronefs danois, tandis que 1138 rappelle le film THX 1138 (1971) de George Lucas.

## Récompense
- Robert du meilleur film de famille ou pour enfants.